# Serra de Montull
La Serra de Montull és una serra situada al municipi de Soses a la comarca del Segrià, amb una elevació màxima de 213,7 metres.